# تپه کهنه قلعه (درگز)
تپه کهنه قلعه مربوط به اواخر هزاره دوم پیش از میلاد تا تاریخی است و در شهرستان درگز، شمال غربی روستای میرقلعه واقع شده و این اثر در تاریخ ۱۹ مرداد ۱۳۸۴ با شمارهٔ ثبت ۱۲۸۷۷ به‌عنوان یکی از آثار ملی ایران به ثبت رسیده‌است.